# اسمیلاکس گلابرا
اسمیلاکس گلابرا (نام علمی: Smilax glabra) نام یک گونه از سرده ازملک است.